# Software Inc.
 (février 2017).
Si vous disposez d'ouvrages ou d'articles de référence ou si vous connaissez des sites web de qualité traitant du thème abordé ici, merci de compléter l'article en donnant les références utiles à sa vérifiabilité et en les liant à la section « Notes et références ».
Software Inc. est un jeu vidéo indépendant de type « simulation » d'entreprise développé par Coredumping. Dans ce jeu le joueur devient chef d'entreprise d'une entreprise informatique. Le but du jeu est de créer son entreprise puis de construire et faire évoluer ses propres locaux, de former et gérer ses propres employés et de créer ses logiciels informatiques (système d'exploitation, jeux vidéo, antivirus, CMS)  puis de les vendre et les imposer sur le marché face à ses concurrents.
Software Inc est un jeu indépendant actuellement en accès anticipé développé pour Windows, Mac et Linux et vendu sur la plateforme Steam. Le jeu est disponible seulement en anglais mais plusieurs modeurs proposent un patch en français, allemand, portugais, espagnol, russe et, récemment, en japonais.

## Système de jeu

### Le monde
Le climat peut avoir une incidence sur la climatisation de vos bâtiments et sur la facilité à refroidir vos fermes de serveurs.

### Le joueur
Lorsque le joueur lance une nouvelle partie, il a aussi la possibilité de personnaliser son personnage, la forme du visage (oreilles, yeux, nez), la coiffure, les vêtements, les couleurs (peau, cheveux, barbes, vêtements). Il a aussi la possibilité de choisir la difficulté, l'année de départ (de 1980 à 2010), le montant de départ, le nom du personnage ainsi que le nom de l'entreprise.
Il est aussi possible de modifier la personnalité du personnage afin de le rendre par exemple plus sociable ou plus stressé, les traits de personnalité choisis auront une incidence sur la compatibilité avec les employés que le joueur engagera lors de sa partie.

### Partage de contenu
Le jeu est ouvert aux mods grâce au Steam Workshop, les mods permettent d'ajouter de nouveaux scénarios (conditions de fin de partie, année de départ, montant de départ), de nouveaux éléments (table, chaise, bureau, lampadaires...), des nouveaux logiciels ou encore des bâtiments créés par d'autres joueurs.